# Dubná
Dubná (del ruso: Дубна) es una ciudad del óblast de Moscú, en Rusia, a orillas del río Volga Dubná se desarrolló tras la Segunda Guerra Mundial a partir de uno de los centros de investigación nuclear más grandes del mundo.

## Geografía

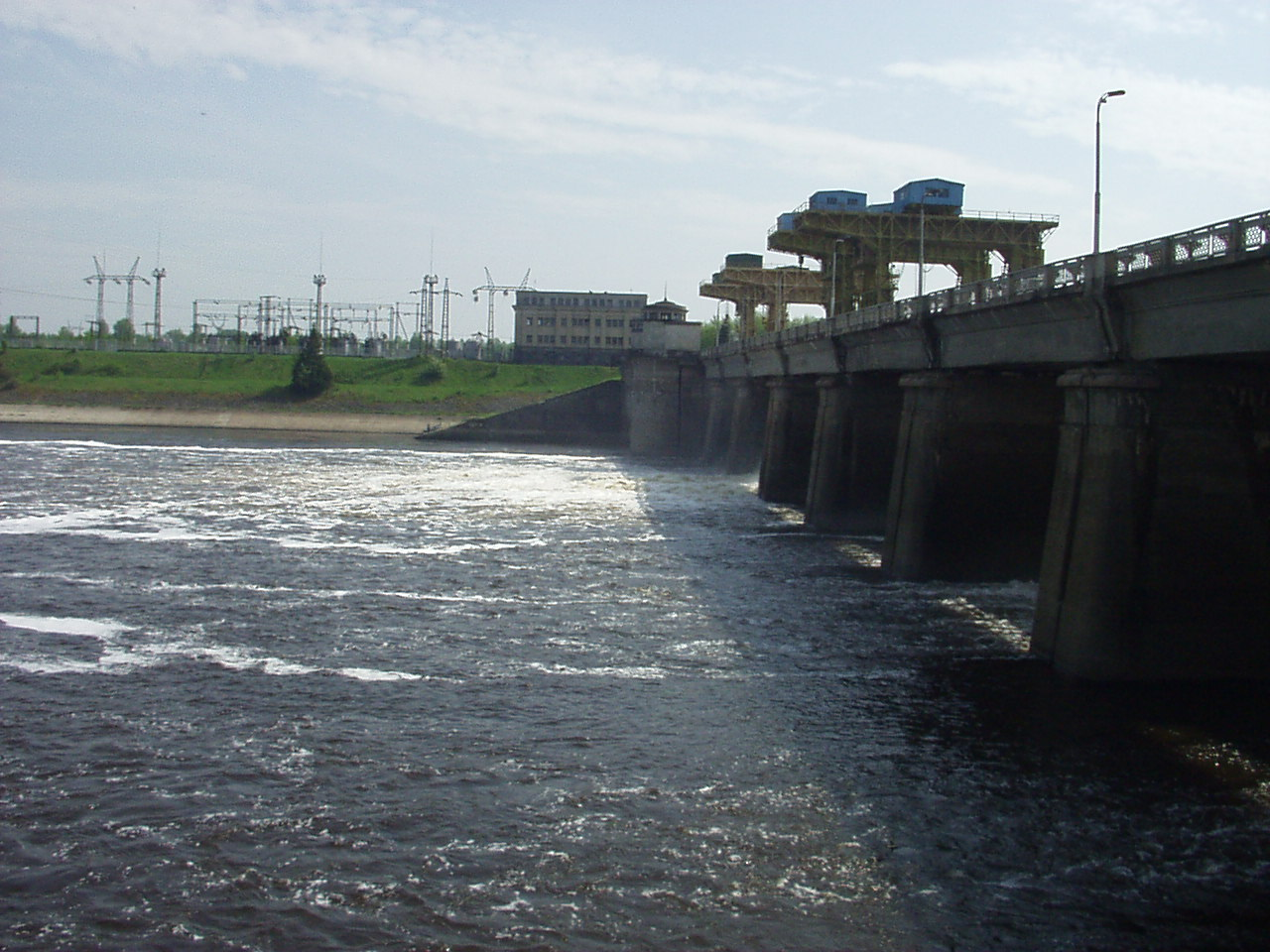
La presa del embalse de Ivánkovo, el único puente que une las dos partes de la ciudad

La ciudad de Dubná se encuentra a unos 125 km de Moscú, siendo la ciudad más al norte del óblast. Es atravesada por el río Volga inmediatamente por debajo del embalse de Ivánkovo, siendo el muro de la presa el único puente sobre el Volga que une las dos partes de la ciudad. Al oeste, Dubná está limitada por el canal de Moscú, mientras que al este se encuentra el río Dubná.

## Historia
En 1946 el gobierno soviético tomó la decisión de construir un acelerador de protones para las investigaciones nucleares. Eligieron el emplazamiento de Dubná a raíz de su aislamiento relativo de Moscú y de la presencia de la central eléctrica de Ivánkovo. El responsable científico del proyecto fue Ígor Kurchátov. Sin embargo, el controlador general del centro investigaciones nucleares, incluyendo la construcción de una ciudad, de una carretera y un ferrocarril hasta Moscú fue el jefe de la NKVD, Lavrenti Beria. Tras tres años de trabajo intensivo, en el que participaron numerosos presos del Gulag, condenados a trabajos forzados, el acelerador fue inaugurado el 13 de diciembre de 1949.
Dubná fue oficialmente inaugurada en 1956, al mismo tiempo que el Instituto Central de Investigaciones Nucleares, que fue desarrollado en un vasto laboratorio de investigaciones internacional, principalmente dedicado a la física de partículas, a la física de los iones pesados, a la síntesis de los elementos transuránicos y a la radiobiología. Aquí trabajaron algunos de los físicos de más renombre del siglo XX, como Nikolái Bogoliúbov, Gueorgui Fliórov, Vladímir Veksler o Bruno Pontecorvo. Varios elementos como el ununoctio fueron descubiertas o estudiados aquí. El nombre del elemento 105, el dubnio, se deriva del nombre de la ciudad.

## Demografía
| Gráfica de evolución demográfica de Dubná entre 1959 y 2018 |
|                                                             |
| Fuente ISTAT                                                |

## Economía

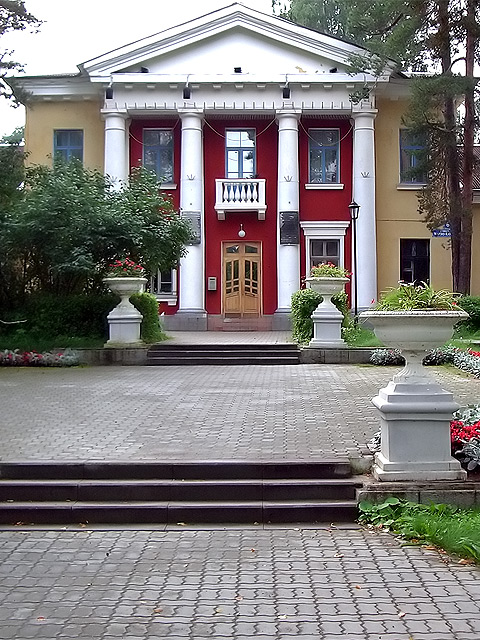
Sede del Instituto Central de Investigaciones Nucleares

Antes de la disolución de la Unión Soviética, el Instituto Central de Investigaciones Nucleares (del ruso: Объединённый институт ядерных исследований, ОИЯИ) y el MKB Raduga, un centro de estudio y de fabricación de misiles de crucero eran los principales empleadores de la ciudad. Su importancia decreció de manera importante, conociendo la ciudad una tasa de desempleo elevada, a pesar de la creación de nuevas empresas. Han sido anunciados ambiciosos proyectos destinados a hacer de Dubná un Silicon Valley ruso, y efectivamente se han instalado aquí algunas empresas de servicios informáticos, como Luxoft.
Tras la caída de la URSS, la situación económica se vio degradada, alcanzando el desempleo un 30% según los criterios de la Organización Internacional del Trabajo.

## Ciudades hermanadas
- La Crosse - Estados Unidos
- Alushta - Ucrania
- Guivat Shmuel - Israel

## Curiosidades
Dubná posee la estatua más grande de Lenin del mundo (25m), 37 metros en total sobre el pedestal. La estatua hermanada de Stalin fue demolida en 1963 durante el proceso de Desestalinización.
Se le creó un elemento en la tabla periódica en homenaje a esta ciudad, el elemento 105, Dubnio